# مقاطعة راي (ميزوري)
مقاطعة راي (بالإنجليزية: Ray County)‏ هي إحدى المقاطعات في ولاية ميزوري في الولايات المتحدة الأمريكية.

## أعلام
- تشارلز فورد
- ويليام تي أندرسون
- فورست سميث